# Gegi

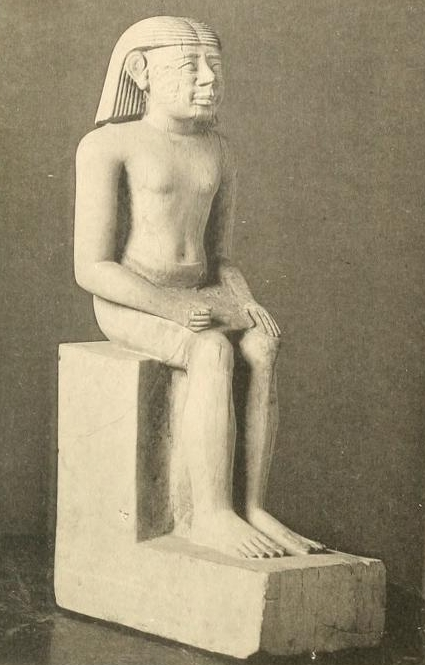
Gegi szobra (Kairó, CG72)

Gegi ókori egyiptomi hivatalnok volt az óbirodalom idején, a VI. dinasztia korában, i. e. 2300 körül. Gegi álajtajáról és hat szobráról ismert, ezeket Szakkarában találták, és 1884-től a kairói Egyiptomi Múzeum gyűjteményében találhatóak (álajtó katalógusszáma: CG 1455, szobrok: CG 70, 71, 72, 73, 74, 75). A leletek minden bizonnyal Gegi sírjából származnak, amelyet azonban nem sikerült megtalálni.
Gegi több címet is viselt, ezekből a legjelentősebb Ta-wer nomosz kormányzójának címe. Emellett a nomosz székhelyének főistene, Anhur papjainak elöljárója volt.

## Fordítás
- Ez a szócikk részben vagy egészben  a   Gegi című angol Wikipédia-szócikk ezen változatának fordításán alapul.  Az eredeti cikk szerkesztőit annak laptörténete sorolja fel. Ez a jelzés csupán a megfogalmazás eredetét és a szerzői jogokat jelzi, nem szolgál a cikkben szereplő információk forrásmegjelöléseként.